# Волосков, Терентий Иванович
Терентий Иванович Волосков (1729, Ржев — 1806, Ржев) — русский изобретатель, добившийся успехов в механике, физике, астрономии, химии, один из основоположников автоматики; купец, ржевский городской голова (с 1776 года).

## Биография

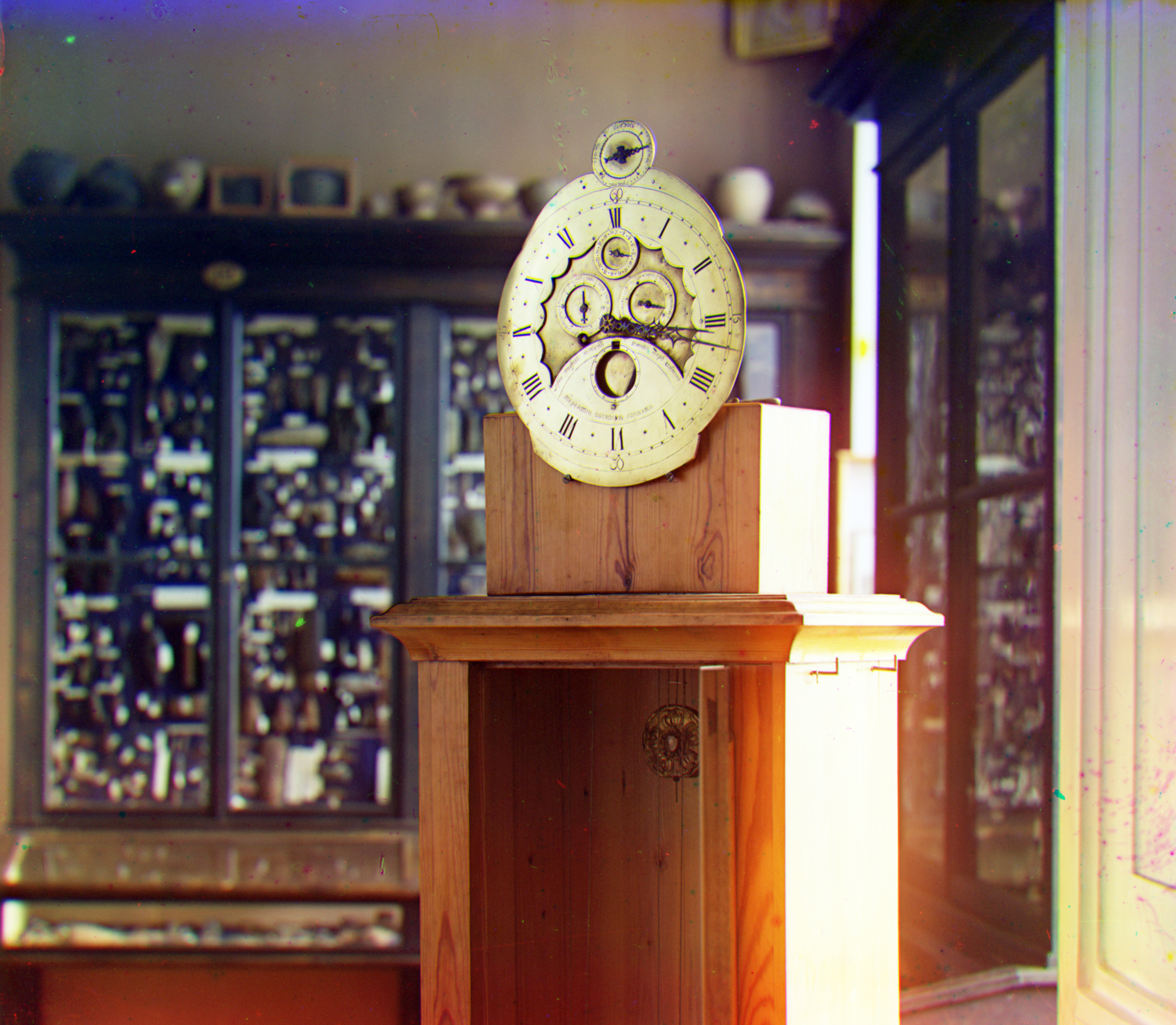
Часы работы Волоскова Т. И. в Тверком музее. Цветная фотография С. М. Прокудина-Горского, 1910 год.

Родился в Ржеве Тверской губернии в семье Ивана Волоскова, часовых дел мастера, который занимался починкой часов и научился составлять краску кармин низкого качества. С детства работал в мастерской отца, совершенствуя навыки. Впоследствии создал ряд сложных систем часов-автоматов. Построил большие часы, которые показывали не только минуты и часы, но и дни, различные праздники, фазы Луны, движение Солнца по знакам зодиака, високосные годы и т. п. Для этой цели в механизме часов имелся особый диск, который совершал полный оборот один раз в четыре года. Гений Волоскова остался бы в тени, не повстречай его однажды писатель, офицер и декабрист Глинка Ф. Н..

Так писал офицер в своих «Письмах…»:

Где же приобрёл ржевский купец Терентий Волосков глубокие познания в механике, химии и богословии, в каком университете, в каком училище? Ни в каком. Он возрос дома под надзором своего отца, занимавшегося деланием часов… Терпение и размышление — вот два главных его способа. Волосков может почесться учеником самой природы.
— 
За создание уникальных астрономических часов имя Волоскова было внесено в книгу российских рекордов. Эти часы ныне хранятся в собрании Тверского государственного краеведческого музея, куда были переданы в дар во второй половине XIX века. Вторые подобные часы Волоскова после его смерти были проданы купцу Образцову за 700 рублей. В 1919 году эти часы были конфискованы у ржевского маслозаводчика Синягина, хранились в Ржевском городском музее, а в годы ВОВ, вероятно, были или уничтожены или вывезены в Германию.
Ценный вклад сделал Волосков в отечественное производство красок. Он изобрёл способ выделки высококачественных стойких красок (кармина, белил, бакан и др.) и наладил их производство. Дело в том, что сырьё для них было заграничное и очень дорогое, но учёный смог изобрести аналог. В Ржев потянулись купцы, которые спешили приобрести новую краску, и красильщики — в тщетных попытках узнать секрет изготовления. Краски Волоскова получили высокую оценку Санкт-Петербургской Академии художеств и использовались для печатания ассигнаций, «к изображению виссонов и багряниц, также малинового цвета бархатов с отливами». «Румяна его также почитаются лучшими…. Кармин, бакан и румяна ржевские вывозят за границу», — писал Ф. Н. Глинка. В 1776 году Волосков избран ржевским городским головой. Через три года за просветительскую работу и благотворительную деятельность Тверской наместник в 1779 году наградил Волоскова Похвальным листом. При этом, Волосков, «не присваивал одному себе своих изобретений: работая вместе с братом, он делил с ним и славу и выгоды». Гора, на которой стояли дома двух братьев Волосковых, называлась Волосковою горою.
Доход от красок позволял Волоскову заниматься любимым делом, собрать обширную библиотеку из книг по математике, химии, астрономии. Волосков изготовлял также различные оптические астрономические приборы, в частности семифутовый телескоп, благодаря которому наблюдал за небесными светилами ночью. А в другую «трубу» глядел на солнце и под старость лишился одного глаза.
20 апреля 1807 года Терентий Иванович Волосков был похоронен на Всехсвятском (Варваринском) кладбище Ржева. Ни дома, ни могилы изобретателя, ни самого кладбища, где он был захоронен — ничего до наших дней не сохранилось.
Внуки его старшего брата Фёдора — Иван, Алексей и Михаил Петровичи Волосковы — успешно продолжили производство красок. Волосковские краски в XIX веке не раз удостаивались наград в России и за рубежом; в 1851 году присуждена медаль на Всемирной выставке в Лондоне.
Его внучатым племянником был русский художник Алексей Яковлевич Волосков (1822—1882).

## Память
Имя Волоскова впоследствии не раз встречалось в литературе:
- В 1882 году В. Г. Величкин в «Рассказах о русских самоучках…» описал часы Волоскова, которые с рассветом «подражали природе»[7].
- Высокое мастерство Волоскова отмечали также историк В. Попов, писатель И. Ф. Тюменев[7].
- Фигурирует в историческом романе В. Я. Шишкова «Емельян Пугачёв»[15].
- В рассказе «Ржевский самородок» Валентин Пикуль художественно отразил жизнь, творчество и крушение надежд Терентия Волоскова[16].